# The Bali Times
The Bali Times is een Engelstalige krant die verschijnt op het Indonesische eiland Bali. Het is daar de enige krant in die taal. Het blad verschijnt in tabloid-formaat en kwam voor het eerst uit op 18 maart 2005. Naast nieuws over Bali bevat het ook nationaal, internationaal en financieel nieuws, alsook onder meer artikelen over gezondheid, sport en kunst. De krant is een uitgave van PT Lestari Kala Media, gevestigd in Seminyak.